# Fernando Rodrigues de Saldanha
Fernando Rodrigues de Saldanha (1230 -?) foi um Rico-homem no Reino de Castela e em Portugal Senhor de Saldanha, freguesia portuguesa do concelho de Mogadouro. 

## Relações familiares
Foi filho de Guterre Fernandes de Saldanha (1190 -?). Casou com Joana de Cisneros (1240 -?) de quem teve:
1. Rodrigo Rodrigues de Saldanha (1260 -?),
2. Joana Fernandes de Saldanha (c. 1260 -?) casou com Rodrigo Alvarez de Astúrias,
3. Leonor de Saldanha (1270 -?) casou com Afonso Lopes de Haro (1260 -?), Senhor de Los Cameros.   e filho de João Alonso I de Haro (1235 -?) e de Constança Afonso de Meneses (c. 1235 -?) filha de Afonso Teles (1200 -?), 4.º Senhor de Meneses